# Charles Rosher
Charles Rosher est un directeur de la photographie britannique, né le 17 novembre 1885 à Londres et mort le 15 janvier 1974 à Lisbonne.

## Filmographie
- 1912 : Life of Villa (en) de Christy Cabanne
- 1912 : The Indian Raiders
- 1912 : Early Days in the West
- 1913 : With General Pancho Villa in Mexico
- 1914 : Santo Icario
- 1914 : The Next in Command
- 1914 : The Oath of a Viking
- 1914 : The Mystery of the Poison Pool
- 1915 : The Smuggler's Lass
- 1915 : The Mad Maid of the Forest
- 1915 : Gene of the Northland
- 1915 : The Voice in the Fog
- 1915 : Blackbirds
- 1916 : The Blacklist
- 1916 : The Sowers
- 1916 : The Clown
- 1916 : Common Ground (en)
- 1916 : Anton the Terrible
- 1916 : The Heir to the Hoorah
- 1916 : Anice, fille de ferme (The Plow Girl) de Robert Z. Leonard
- 1917 : Une flétrissure (On Record) de Robert Z. Leonard
- 1917 : A Mormon Maid (en)
- 1917 : The Primrose Ring
- 1917 : At First Sight
- 1917 : Hashimura Togo
- 1917 : La Petite Princesse (The Little Princess)
- 1917 : The Secret Game
- 1918 : The Widow's Might
- 1918 : One More American
- 1918 : The Honor of His House
- 1918 : Un drame au pays de l'ivoire (en) (The White Man's Law) de James Young
- 1918 : L'École du bonheur (How Could You, Jean?), de William Desmond Taylor
- 1918 : La Petite Vivandière (Johanna Enlists)
- 1918 : Too Many Millions (it) de James Cruze
- 1919 : The Dub (it)
- 1919 : Le Trésor (Captain Kidd, Jr.) de William Desmond Taylor
- 1919 : Papa longues jambes (Daddy-Long-Legs)
- 1919 : Dans les bas-fonds (The Hoodlum), de Sidney Franklin
- 1919 : La Fille des monts (The Heart o' the Hills), de Sidney Franklin
- 1920 : Pollyanna
- 1920 : Rêve et Réalité (Suds) de John Francis Dillon
- 1920 : Le Cercle blanc (The White Circle)
- 1920 : Grain de son (Dinty)
- 1921 : The Love Light
- 1921 : Par l'entrée de service (Through the Back Door)
- 1921 : Le Petit Lord Fauntleroy (Little Lord Fauntleroy)
- 1922 : Smilin' Through
- 1922 : Tess au pays des tempêtes (Tess of the Storm Country) de John S. Robertson
- 1923 : Sant'Ilario
- 1923 : Rosita
- 1923 : Tiger Rose
- 1924 : Dorothy Vernon (Dorothy Vernon of Haddon Hall)
- 1924 : Trois Femmes (Three Women'')
- 1925 : La petite Annie
- 1926 : Les Moineaux (Sparrows)
- 1927 : La Petite Vendeuse (My Best Girl)
- 1928 : Tempête (Tempest)
- 1929 : L'Abîme (Eternal Love)
- 1929 : The Vagabond Queen
- 1929 : Atlantic
- 1929 : Atlantic
- 1930 : Les Deux mondes
- 1930 : La route est belle
- 1930 : Atlantis
- 1930 : Knowing Men
- 1930 : The Price of Things
- 1930 : Two Worlds
- 1930 : Zwei Welten
- 1930 : War Nurse
- 1930 : Il faut payer (Paid) de Sam Wood
- 1931 : Laughing Sinners
- 1931 : Aimer, rire, pleurer (This Modern Age) de Nick Grinde
- 1931 : Silence
- 1931 : Beloved Bachelor
- 1931 : Husband's Holiday
- 1933 : The Past of Mary Holmes
- 1933 : La Chaîne d'argent (The Silver Cord) de John Cromwell
- 1933 : Haute Société (Our Betters) de George Cukor
- 1933 : La Revanche du cœur (Bed of Roses)
- 1933 : Les Sacrifiés (After Tonight) de George Archainbaud
- 1934 : L'Étoile du Moulin-Rouge
- 1935 : Chronique mondaine (After Office Hours)
- 1935 : Broadway Melody 1936 (Broadway Melody of 1936)
- 1936 : Le Petit Lord Fauntleroy (Little Lord Fauntleroy)
- 1936 : La Petite Provinciale (Small Town Girl)
- 1936 : Les hommes ne sont pas des dieux (Men Are Not Gods)
- 1937 : Hollywood Hotel de Busby Berkeley
- 1937 : La Femme que j'aime (The Woman I Love) de Anatole Litvak
- 1938 : La Femme errante (White Banners) d'Edmund Goulding
- 1938 : Une enfant terrible (Hard to Get)
- 1939 : Off the Record
- 1939 : Le Printemps de la vie (Yes, My Darling Daughter) de William Keighley
- 1939 : Hell's Kitchen (en)
- 1939 : Agent double (Espionage Agent)
- 1939 : A Child Is Born
- 1940 : Brother Rat and a Baby
- 1940 : Three Cheers for the Irish
- 1940 : My Love Came Back
- 1941 : Femmes adorables (Four Mothers) de William Keighley
- 1941 : Million Dollar Baby de Curtis Bernhardt
- 1941 : One Foot in Heaven
- 1942 : Mokey
- 1942 : Pierre of the Plains
- 1942 : Le Cargo des innocents (Stand by for Action) de Robert Z. Leonard
- 1943 : Un commando en Bretagne (Assignment in Brittany)
- 1943 : Mademoiselle ma femme (I Dood It)
- 1943 : Swing Fever
- 1944 : Kismet
- 1945 : Yolanda et le Voleur (Yolanda and the Thief)
- 1945 : Ziegfeld Follies
- 1946 : Jody et le Faon (The Yearling)
- 1947 : Sénorita Toréador (Fiesta) de Richard Thorpe
- 1947 : Dark Delusion (en) de Willis Goldbeck
- 1947 : Meurtre en musique (Song of the Thin Man)
- 1948 : Dans une île avec vous (On an Island with You)
- 1948 : Ma vie est une chanson (Words and Music)
- 1949 : La Fille de Neptune (Neptune's Daughter)
- 1949 : Le Danube rouge (The Red Danube)
- 1949 : Ville haute, ville basse (East Side, West Side)
- 1950 : Annie, la reine du cirque (Annie Get Your Gun)
- 1950 : Chanson païenne (Pagan Love Song)
- 1951 : Show Boat
- 1952 : Scaramouche
- 1953 : Histoire de trois amours (The Story of Three Loves)
- 1953 : La Reine vierge (Young Bess)
- 1953 : Embrasse-moi, chérie (Kiss Me Kate)
- 1955 : La Chérie de Jupiter (Jupiter's Darling) de George Sidney